# 十和田市立西小学校
十和田市立西小学校（とわだしりつ にししょうがっこう）は、青森県十和田市大字三本木にある公立小学校。

## 沿革
- 1962年（昭和37年）
  - 4月1日 - 赤沼小学校と中掫小学校のそれぞれ一部学区を統合し、第四小学校統合校として発足。
  - 11月29日 - 新校舎に移転完了。
  - 12月5日 - 校旗制定。
- 1963年（昭和38年）
  - 4月1日 - 西小学校と改称。
  - 11月 - 体育館竣工。
- 1969年（昭和44年）1月18日 - 校歌制定。
- 1991年（平成3年）12月 - プール工事完了。
- 1995年（平成7年）2月 - 便所水洗化完了。
- 2009年（平成21年）3月 - 西小学校建設事業として、校舎・屋内運動場改築工事完了。
- 2010年（平成22年）1月 - 屋外運動場工事完了。

## 通学区域
- 大字三本木（字倉手・字佐井幅・字沢幅・字下川原・字中掫・字西金崎・字本金崎・字矢神）・大字赤沼[1]

## 進学先中学校
- 十和田市立甲東中学校[2]

## 周辺
- 国道102号
- 南小学校プール - プールは本校敷地内には無い。
- 十和田ポニー温泉（ホテル）

## アクセス
- 十和田観光電鉄バス十和田市～十和田湖温泉郷～焼山線「西小学校前」バス停下車。

## 参考資料
- 『青森県教育史 別巻』（青森県教育委員会・1973年12月20日発行）「学校沿革 小学校」737頁「（十和田）南小学校」（「昭和38年11月の体育館竣工」の記載を除く）
- 『十和田市史 上巻』（十和田市・1976年9月1日発行）「第四篇 教育・第二章 学校教育・第五節 現在の教育」762頁「五 市内小中学校沿革・○小学校・西小学校」（「昭和38年11月の体育館竣工」の記載を除く）